# Ryan Davenport
Ryan Davenport ist ein ehemaliger kanadischer Skeletonpilot. Davenport gehört zu den erfolgreichsten Athleten seiner Sportart überhaupt.
Ryan Davenport begann 1992 mit dem Skeletonsport. Im Weltcup debütierte er im Dezember 1993 bei einem Rennen in Winterberg, wo er sofort Fünfter wurde. Im Januar 1996 konnte er in Altenberg erstmals ein Weltcuprennen gewinnen. Insgesamt gewann er sieben Weltcuprennen. Die Saison 1993/94 schloss er als Siebter des Gesamtweltcups ab und konnte sich in den Folgejahren verbessern. 1994/95 wurde er Vierter, 1995/96 gewann er die Wertung zum einzigen Mal. 1996/97 beendete er die Saison hinter dem Österreicher Alexander Müller als Zweiter, die Saison darauf als Vierter und seine letzte Saison 1998/99 hinter dem Deutschen Andy Böhme noch einmal als Zweiter.
An Weltmeisterschaften nahm Davenport das erste Mal 1994 in Altenberg teil und wurde Sechster. 1995 in Lillehammer gewann er hinter Jürg Wenger und Christian Auer mit der Bronzemedaille seine erste internationale Medaille. Die folgende WM 1996 in Calgary konnte er ebenso wie die anschließende 1997 in Lake Placid für sich entscheiden und als erster und bislang auch einziger Skeletonfahrer seinen Titel verteidigen. Die Titelkämpfe 1998 in St. Moritz waren mit dem 12. Rang misslungen. Bei seiner letzten WM-Teilnahme in Altenberg wurde er noch einmal Fünfter.
Ganz besonders erfolgreich war Davenport bei den Skeleton-Nordamerikameisterschaften. Hier konnte er von 1995 bis 1999 den Titel fünfmal in Folge gewinnen. 2004 trat er nochmals an und gewann den Titel zum sechsten Mal. Damit ist er der Rekordgewinner bei dieser Veranstaltung, der US-Amerikaner Lincoln DeWitt konnte, als ihm in den Erfolgen am nächsten kommender Athlet, diesen Wettbewerb dreimal gewinnen.
1999 beendete Davenport seine Karriere, trat seitdem aber sporadisch immer mal wieder bei Wettkämpfen an. Daneben war er Trainer des US-Nationalteams und als solcher trainierte er Athleten wie seinen Nachfolger als Nordamerikameister Lincoln DeWitt. Mit Davenport als Trainer gewannen die beiden US-Skeletonathleten Tristan Gale und Jim Shea olympische Medaillen bei dem, erstmals seit 1948 wieder ins Programm aufgenommenen, Wettbewerb der Spiele von Salt Lake City. Schon während seiner Karriere war Davenport ein Tüftler und baute sich nach seiner Karriere ein Geschäft auf, wo er Skeletonschlitten und Zubehör vertreibt.